# Юфа, Иосиф Семёнович
Ио́сиф Семёнович Юфа (1915—1974) — советский военачальник, Герой Советского Союза, участник Великой Отечественной войны, начальник армейской оперативной группы гвардейских миномётных частей 38-й армии 1-го Украинского фронта, гвардии полковник.

## Биография
Родился 17 января 1915 года в городе Городня ныне Черниговской области в семье служащего. Еврей. Член КПСС с 1942 года. Окончил семь классов неполной средней школы и школу фабрично-заводского ученичества. Работал слесарем-механиком на заводе в Ленинграде.
В 1932 году призван в ряды Красной Армии. В 1936 году окончил Ленинградское артиллерийское училище. Учился в Военной артиллерийской академии. В боях Великой Отечественной войны с июля 1941 года. Воевал на Сталинградском, 1-м Украинском фронтах.
В середине 1942 года майор И. С. Юфа стал командиром дивизиона «Катюш». В боях под Сталинградом командовал 2-м гвардейским миномётным полком. За успешные боевые действия ему было присвоено звание полковника, а полк получил наименование «Гвардейский». В боях под Белгородом полк под его командованием за пять дней уничтожил 33 немецких танка, 85 автомашин, три склада с боеприпасами, 13 батарей и 8 рот пехоты.
Начальник армейской Оперативной группы гвардейских миномётных частей КА (АОГ ГМЧ) гвардии полковник И. С. Юфа отличился в боях за Киев в ноябре 1943 года. Под его руководством была осуществлена беспрецедентная по масштабам и успеху переправа через Днепр на Лютежский плацдарм группы из восьми миномётных полков — в полном составе и без потерь. Вскорости эти миномётчики сыграли чуть ли не решающую роль в прорыве обороны противника севернее Киева.
Представлен к награждению званием Героя Советского Союза за образцовое командование группой гвардейцев-миномётчиков и проявленные при этом личное мужество и героизм. Указом Президиума Верховного Совета СССР «О присвоении звания Героя Советского Союза офицерскому и сержантскому составу артиллерии Красной Армии» от 9 февраля 1944 года за «образцовое выполнение боевых заданий командования на фронте борьбы с немецкими захватчиками и проявленные при этом отвагу и геройство» был удостоен звания Героя Советского Союза с вручением ордена Ленина и медали «Золотая Звезда» (№ 2619).
После окончания Великой Отечественной войны продолжал службу в армии. В 1951 году окончил Военную артиллерийскую академию. С 1958 года — в запасе. Жил и работал в Москве. Скончался 7 октября 1974 года.

## Награды
Два ордена Ленина, три ордена Красного Знамени, орден Отечественной войны 1-й степени, орден Красной Звезды, медали.

## Память
- Похоронен в городе Красногорске на Пенягинском кладбище.
- На стендах Военно-исторического музея артиллерии, инженерных войск и войск связи – фотографии и описания боевых подвигов Героя Советского Союза гвардии полковника Иосифа Семёновича Юфа[4].